# Гіпподамія

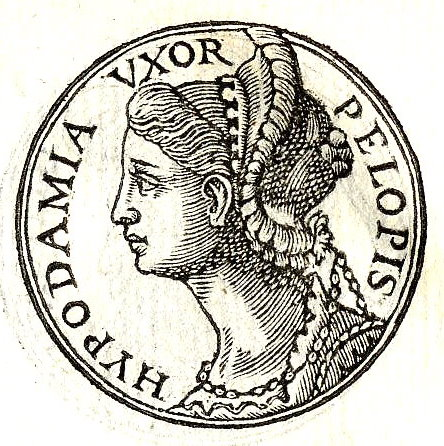
Гіпподамія

Гіпподамія (грец. Ἱπποδάμεια) — красуня-дочка Еномая, якому оракул провістив, що він помре, коли вийде заміж його донька. Еномай, маючи вправного візника Міртіла та баских коней, примушував женихів змагатися з ним у бігу на колісницях; хто програвав, мав загинути. Так він убив 13 женихів. Тільки чотирнадцятий — Пелоп виграв біг, бо Посейдон подарував йому крилатих коней (варіант: Пелоп підкупив візника, і він перевернув Еномаєву колісницю). Гіпподамія мала від Пелопа багато дітей, серед яких Атрей і Тієст.